# Parigi-Bruxelles 1939
La Parigi-Bruxelles 1939, trentunesima edizione della corsa, si svolse il 16 aprile 1939 su un percorso di 318 km, con partenza da Parigi e arrivo a Bruxelles. Fu vinta dal belga Frans Bonduel davanti ai suoi connazionali Albert Hendrickx e Lucien Storme.

## Ordine d'arrivo (Top 10)
| Pos. | Corridore            | Squadra | Tempo    |
| ---- | -------------------- | ------- | -------- |
| 1    | Frans Bonduel        |         | 7h56'23" |
| 2    | Albert Hendrickx     |         | a 1'17"  |
| 3    | Lucien Storme        |         | s.t.     |
| 4    | Albert Beckaert      |         | s.t.     |
| 5    | Marcel Kint          |         | s.t.     |
| 6    | Lucien Vlaemynck     |         | s.t.     |
| 7    | Adolphe Braeckeveldt |         | a 3'52"  |
| 8    | Jan Staeren          |         | s.t.     |
| 9    | Petrus Van Teemsche  |         | a 5'47"  |
| 10   | Theo Pirmez          |         | s.t.     |